# NGC 3195
NGC 3195 je planetna maglica u zviježđu Kameleonu.

## Vanjske poveznice
- SEDS: NGC 3195